# AN/FPS-117
AN/FPS-117は、アメリカ合衆国のロッキード・マーティン社が開発した3次元レーダー。原型であるAN/FPS-117は固定式であるが、可搬式のAN/TPS-117、可搬式改良型のAN/TPS-77が派生している。

## 概要

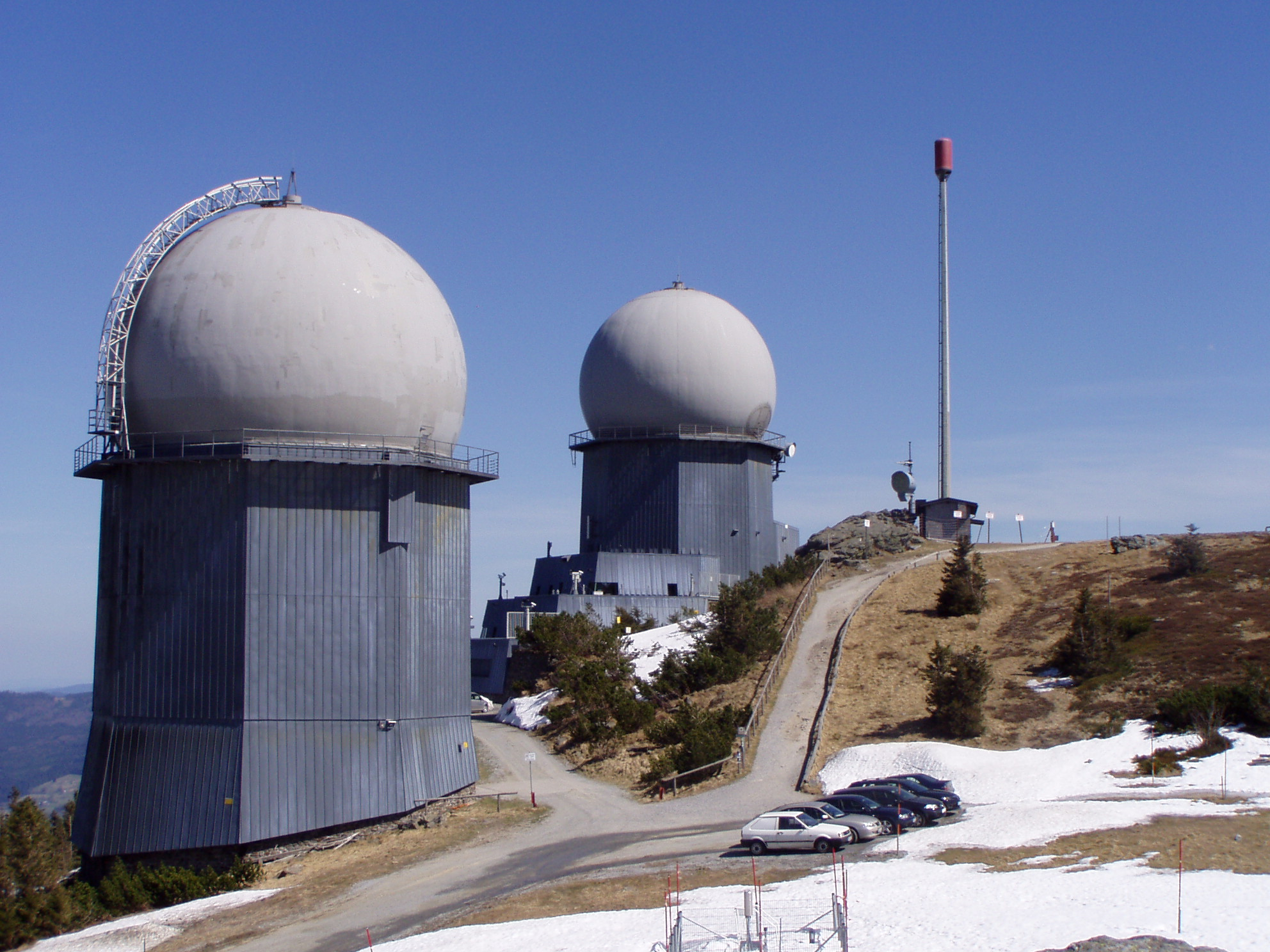
RRP-117を収容するレドーム

ニューヨーク州グリフィス空軍基地のローム航空開発センター（RADC）は、1977年より、シーク・イグルー（SEEK IGLOO）計画として予備研究を開始した。これは、アラスカ航空軍団の航空警戒能力を近代化するためのものであった。
1983年9月30日、RADCはディスプレイとインディケータの試験を完了し、これにより、FPS-117は1983年中に作戦能力を獲得した。FPS-117は、北方警戒システム（NWS）の主たるレーダーとなったほか、ベルリン・テンペルホーフ国際空港で使われていたAN/FPS-67の後継ともなった。また、1999年から2000年にかけて、大規模なアップデートが行なわれた。
本システムではフェーズド・アレイ・アンテナが採用されており、レーダー・アンテナ素子は半導体素子となっており、300個が配置される。水平方向は機械回転式で、回転速度は6rpmとなっている。使用周波数はLバンド（1215〜1400 MHz）であり、3.4°×2.7°のペンシルビームが形成される。18個のチャンネルにおいてランダムに周波数ホッピングを行なうことができる。 
アメリカ軍以外にも、2006年までに127基が輸出され、下記の国々によって使用された。
- アイスランド
- イタリア
- エストニア（2003年以降）
- オーストラリア（1997年以降）
- カナダ
- 韓国 - 竹島上空の監視目的に、鬱陵島にも配備されている。
- クウェート (1993年以降)
- クロアチア
- サウジアラビア（17基）
- 中華民国（台湾）
- デンマーク（2007年以降）
- ドイツ（1991年以降、制式呼称はRRP-117）
- トルコ
- ブラジル（2009年以降、制式呼称はTPS-B34）
- ベルギー
- ラトビア (2003年以降)
- パキスタン
- ハンガリー
- ルーマニア（1998年以降）
- ヨルダン